# Mormonia viduata
Mormonia viduata är en fjärilsart som beskrevs av Achille Guenée 1852. Mormonia viduata ingår i släktet Mormonia och familjen nattflyn. Inga underarter finns listade i Catalogue of Life.